# Murray Lerner
Murray Lerner (* 8. Mai 1927 in Philadelphia, Vereinigte Staaten; † 2. September 2017 in Queens, New York City) war ein US-amerikanischer Dokumentarfilmer (Regisseur, Filmproduzent und Drehbuchautor) und Oscar-Preisträger.

## Leben und Wirken
Lerner studierte in Harvard Literatur und machte dort 1948 einen Abschluss in Dichtkunst. Noch zu Studienzeiten stellte er eine Filmgruppe auf die Beine und brachte sich selbst alles in Sachen Filmherstellung bei. Sein erster abendfüllender Dokumentarfilm fand primär unter Wasser statt und hieß Secrets of the Reef. Lerner drehte den Streifen zusammen mit Lloyd Ritter und Robert M. Young und stellte ihn 1956 der Öffentlichkeit vor. Doch erst seine Dokumentation des Newport Folk Festival, die er zwischen 1963 und 1966 herstellte und 1967 unter dem Titel Festival! Newport Folk Festival 1963-1966 herausbrachte, machte Murray Lerner in entsprechenden Kreisen schlagartig bekannt. In der Folgezeit fertigte Lerner mehrere Musikerporträts von Gesangsikonen wie Bob Dylan, Joan Baez, Johnny Cash, Leonard Cohen, Donovan sowie Peter, Paul and Mary an.
Das Gros dieser Balladen-, Rock- und Folkstars filmte er 1970 während einer Musik-Großveranstaltung, dem Isle of Wight Festival. Lerners größter Erfolg wurde ab das Musikerporträt Von Mao zu Mozart – Isaac Stern in China, als er 1979 den Violinisten Isaac Stern auf einer Konzertreise in die Volksrepublik China begleitete. Der Film brachte Murray Lerner 1981 einen Oscar in der Kategorie „Bester Dokumentarfilm“ ein. Lerners späteres Output umfasste diverse Auswertungen des Isle of Wight Festival, in denen er Jimi Hendrix (1991) und andere Künstler, wie etwa in Message to Love: The Isle of Wight Festival (1996) herausstellte. Zum Zeitpunkt seines Todes hatte Lerner gerade einen weiteren Isle-of-Wight-Film fertiggestellt, wo er diesmal Joni Mitchell in den Fokus stellte.

## Filmografie (Auswahl)
- 1950: Kugeln, Gold und Feuerwasser (Gunfire) (ausführender Produzent)
- 1956: Secrets of the Reef
- 1967: Festival! Newport Folk Festival 1963-1966 (Festival)
- 1979: Von Mao zu Mozart – Isaac Stern in China (From Mao to Mozart: Isaac Stern in China)
- 1982: Magic Journeys
- 1995: Message to Love
- 1996: Listening To You: The Who at the Isle of Wight Festival
- 2002: Blue Wild Angel: Live at the Isle of Wight
- 2004: Nothing Is Easy: Live at the Isle of Wight 1970
- 2004: Miles Electric: A Different Kind of Blue
- 2007: Amazing Journey: The Story of The Who
- 2007: The Other Side of the Mirror
- 2017: The Doors: Live at the Isle of Wight Festival 1970
- 2017: Joni Mitchell: Both Sides Now. Live at the Isle of Wight Festival 1970